# Nagrada za izniman doprinos kazališnoj umjetnosti
Popis dobitnika Nagrade hrvatskog glumišta u kategoriji Nagrade za izniman doprinos kazališnoj umjetnosti. 
2022./2023. autorskom timu i ansamblu predstave "Pravila su jednostavna" u produkciji Umjetničke organizacije Četveroruka

2023./2024. Aleksandar Saša Mondecar  za oblikovanje svjetla u dokumentarnoj predstavi "Tesla - puni krug" Kazališta Tvornica lutaka iz Zagreba.